# أتاري 1200 إكس إل
| أتاري 1200 إكس إل |
| </img> |
| الصانع |
| </img> |
| المطور الرئيسي |
| مارك لوتفاك (رئيس) ، جو ديكوير ( ANTIC ) ، جورج ماكليود ( GTIA ) ، دوج نيوباور ( POKEY ) ، مختبر أبحاث ستيف ماير (الأجهزة ، نظام التشغيل) ، ريجان تشينج (الهيكل المعدني) |
| بدء المبيعات والسعر الجديد |
| الولايات المتحدة</img> مارس 1983 مقابل 899 دولارًا |
| توقف الإنتاج |
| يونيو 1983 |
| المعالج الرئيسي |
| 6502 "سالي" @ 1.79 ميجاهرتز |
| ذاكرة المصنع |
| 64 KB DRAM |
| إخراج الرسومات |
| صيغ النص والرسومات المختلفة </br> 8 كائنات متحركة أحادية اللون ("لاعب" و "صواريخ") </br> اختيار اللون من لوحة ألوان 256                                                  |
| إخراج الصوت |
| 4 مولدات نغمات (الإخراج عبر التلفزيون) |
| نطاق التسليم (الولايات المتحدة الأمريكية) |
| كمبيوتر ، مزود طاقة ، تعليمات ، صواني ستايروفوم ، تعبئة وتغليف |

أتاري Atari 1200XL هو كمبيوتر منزلي من صنع شركة Atari، Inc الأمريكية. وهو يعتمد على أحد المعالجات الدقيقة من طراز 6502 المصنعة خصيصًا بواسطة MOS Technology، Inc لشركة أتاري. مثل المنافس المباشر Commodore 64 تم تجهيز هذا الكمبيوتر بـذاكرة 64 كيلو بايت . من ناحية أخرى ، لم يتم تضمين مترجم لغة البرمجة BASIC وكان لا بد من شرائه وتحميله بشكل منفصل.
تم طرح الجهاز للبيع في الولايات المتحدة في مارس 1983 ، مصحوبًا بحملات إعلانية واسعة النطاق. في غضون وقت قصير ، أصبحت المشكلات المتعلقة بتنفيذ البرامج من الطرازين السابقين Atari 400 و Atari 800 معروفة ، والتي احتوت على ابتكارات في نظام التشغيل وفتحة الوحدة الإضافية مسؤولة عن ذلك. بالإضافة إلى ملحقات أتاري 800 وبعض الأجهزة الطرفية لم تعد تستخدم بسبب أن تصميم أتاري  1200XL تم كنظام مغلق بهدف تسهيل استخدامه قدر الإمكان.
نظرًا لأوجه القصور وارتفاع سعر التجزئة بحوالي 900 دولار ، قام العديد من المشترين الجدد بشراء جهاز كمبيوتر منافس أو أحد أجهزة أتاري التي استمر عرضها مثل موديلي 400 و 800. لم يثير هذا الأخير مخاوف من عدم التوافق ، كما تم تخفيض السعر أيضًا. بسبب انخفاض الطلب ، قررت أتاري عدم تسويقها دوليًا وتوقفت عن إنتاج 1200 إكس إل في يونيو 1983.

## التاريخ

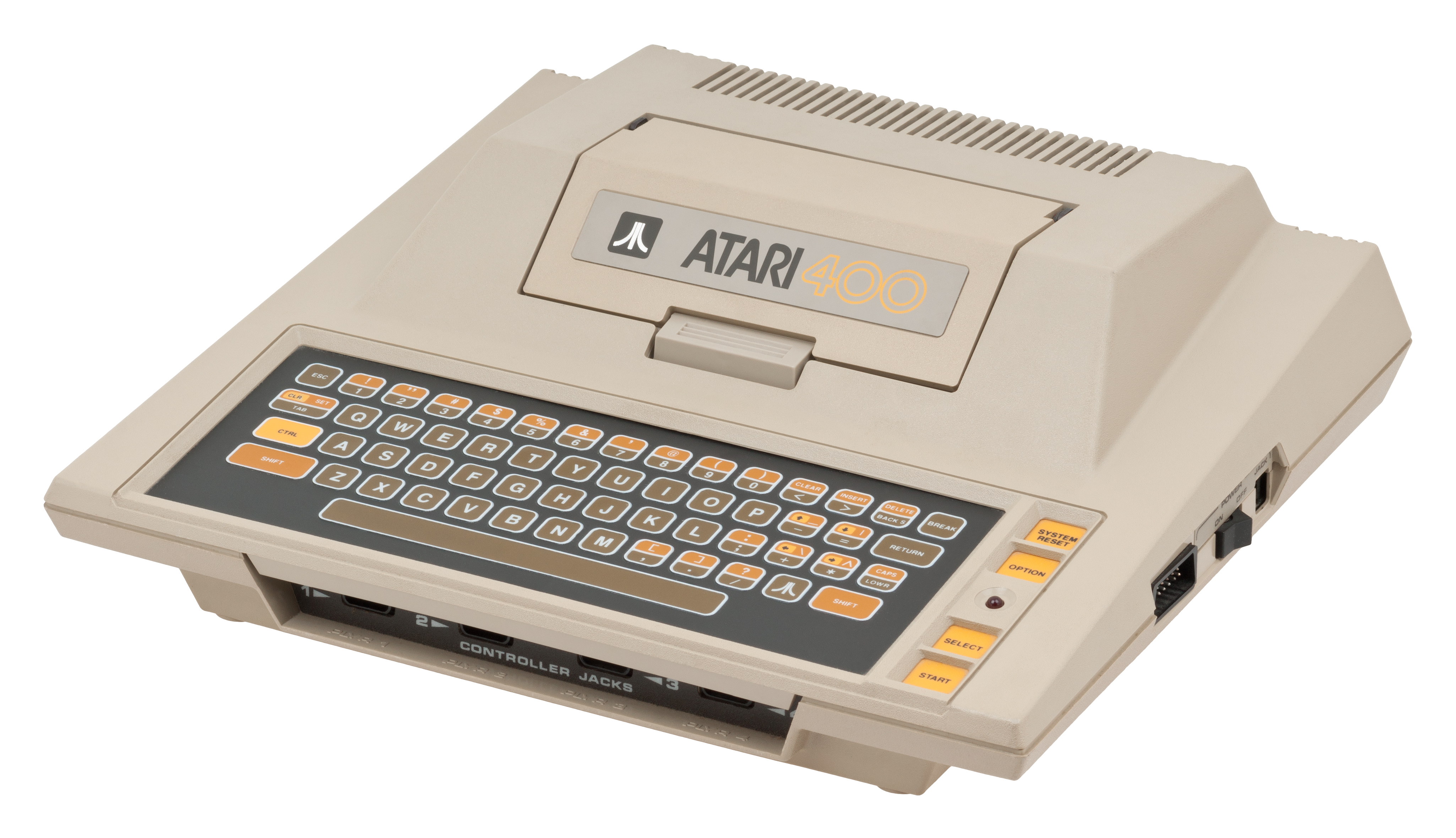
أتاري 400
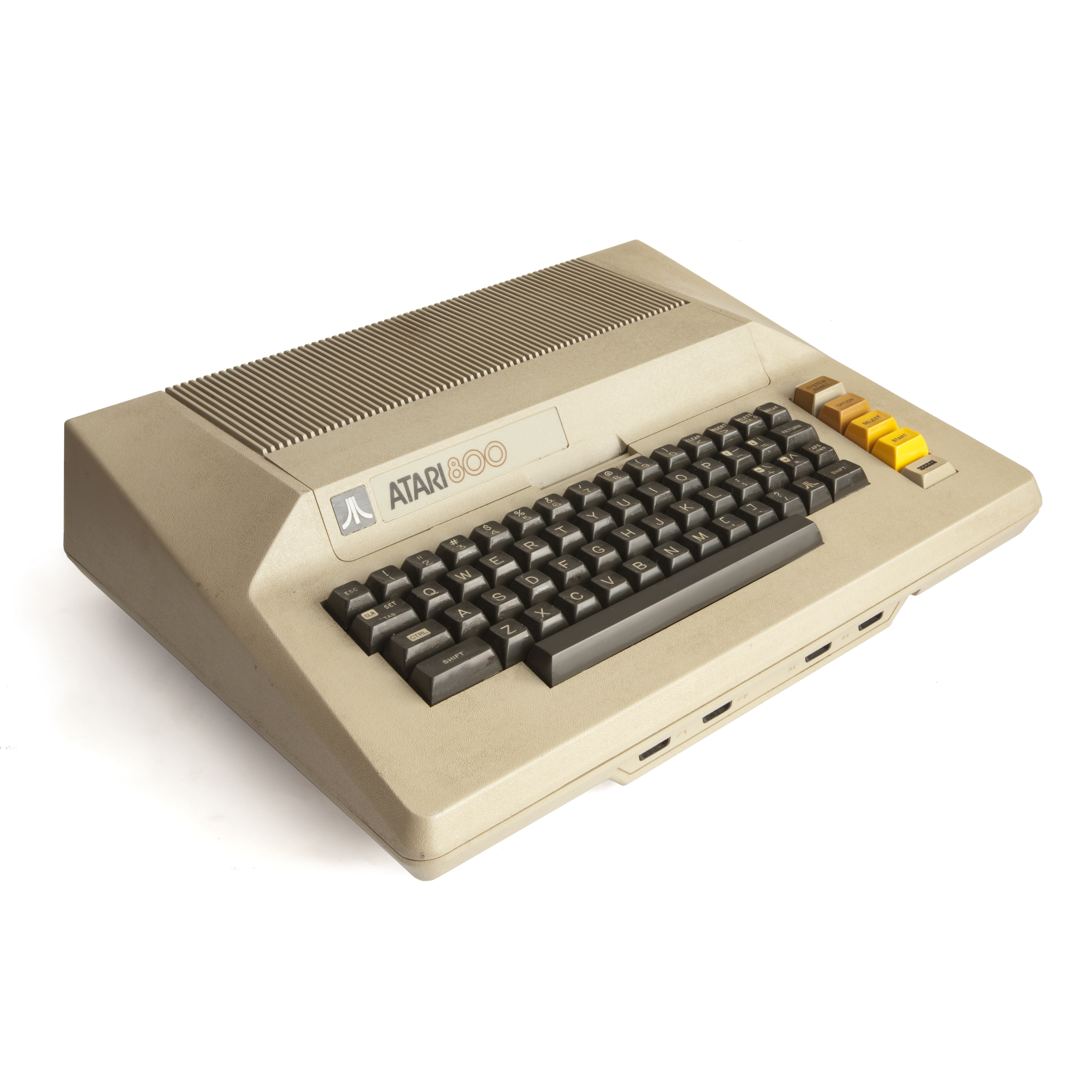
أتاري 800

بعد أن ظهرت أجهزة الكمبيوتر المنزلية Atari 400 و 800 ، التي ظهرت في عام 1979 ، كانت تظهر قديمة بحلول نهاية عام 1981 ، لهذا قررت Atari تطوير أجهزتها بما يتماشى مع الذوق العام في وقتها وزيادة المتطلبات التقنية. كان نموذج الكمبيوتر المحسن مخصصًا بشكل أساسي للكومودور 64 الذي تم الإعلان عنه في أواخر عام 1982  تتنافس وبالتالي توسع حصة أتاري في السوق إلى قطاع أجهزة الكمبيوتر المنزلية عالية الجودة.

### التطوير والنماذج الأولية
تم تكليف التطوير التقني لمختبر الأبحاث الخارجية المتخصص بالحاسوب إلى مختبر Steve Mayer Research Lab في مدينة نيويورك . وبدأ العمل في مشروع "ليز" في الربع الثاني من عام 1981.

#### ترخيص المشروع
كان النمودج الأولى للجهاز بخصائص الطراز المؤقت "Z800"  يعتمد إلى حد كبير على بنية نظام أتاري 800. تم استبدال المعالج الرئيسي 6502 فقط بإصدار جديد مصمما خصيصًا لبنية نظام أتاري. كانت هناك أيضًا مفاتيح وظائف جديدة ، وبرنامج تشخيص للاختبار الذاتي للكمبيوتر وواجهات مختلفة لتوصيل الأجهزة الطرفية. تم الانتهاء من مواصفات نظام التشغيل المصمم خصيصًا له في أوائل أكتوبر وبدأت أعمال البرمجة. بعد شهر ، بدأ العمل في تصميم العلبة ، التي يجب أن يتوافق تصميمها الانسيابي بشكل أفضل مع ذوق الوقت.

#### مشروع سويت 16
في فبراير 1982 ، بمبادرة من قسم التسويق في أتاري ، تم تخفيض تكوين ذاكرة الوصول العشوائي في البداية إلى 16 KB فقط تم إصلاح الـ RAM وبناءً على ذلك تمت إعادة تسمية المشروع "Sweet 16" ("S-16"). بقي اثنان فقط من توصيلات عصا التحكم الأربعة للنماذج السابقة ، على سبيل المثال لتتمكن من دمج تنشيط الاختبار الذاتي الجديد في النظام. تم التخلص من الحاجة إلى فتحتين للوحدة ، كما هو الحال مع Atari 800 ، بفضل إدخال وحدات توصيل جديدة مع ما يصل إلى 16 كيلو بايت فتحة ذاكرة للقراءة فقط . خاصة فيما يتعلق بالتسويق الدولي المخطط له وجب أن يكون نظام التشغيل مناسبًا بشكل متساوٍ لجميع معايير التلفزيون من الآن فصاعدًا. نظرًا للعديد من الابتكارات ، نما حجم نظام التشغيل من 10KB إلى 16 KB . 

شعار لجنة الاتصالات الفيدرالية (FCC)

أدت لوائح قمع التداخل الراديوي الأمريكية ، التي تم تخفيفها في غضون ذلك ، توافقا هائلاً ، كما في طرازي أتاري 400 و 800 السابقين ، . أدى ذلك إلى التخلص من غلاف الألومنيوم المصبوب ذي التكلفة المكثفة ونظام القفل المعقد لوحدة التوصيل وحجرة التوسيع. لتقليل تكاليف التصنيع ، تم تصميم الكمبيوتر على شكل كمبيوتر ذو لوحة واحدة ، وكان تصميمه النهائي خاضعًا لمواصفات أتاري لجهاز سهل الاستخدام قدر الإمكان. واجهات معاد تصميمها سابقًا وبالتالي قابلية التوسع من قبل المستخدم وقعت ضحية لهذا المفهوم. نظرًا لأن قسم التسويق في Atari لأجهزة الكمبيوتر المنزلية يفترض أنه لم ينظر إلا في الترقيات من خلال الذاكرة الرئيسية لتكون معقولة على الإطلاق ، فقد تم بيع الجهاز - ربما أيضًا نظرًا للوضع التنافسي - بسعر KB64  RAM سابقة الأعمال المجهزة ، وبالتالي فإن واجهة التوسعة باهظة الثمن تعتبر غير ضرورية.
تم الانتهاء أخيرًا من تطوير الكمبيوتر في نهاية يوليو  وبدأ العمل على نقله إلى سلسلة الإنتاج. تم اجتياز اختبار التوافق الكهرومغناطيسي من قبل لجنة الاتصالات الفيدرالية الأمريكية (FCC) في أوائل نوفمبر ، لذلك لم يكن هناك شيء يقف في طريق تسويق الجهاز.

#### أعيدت تسميته إلى Atari 1200XL
اسم النموذج "أتاري 1000 "أصبح فيما بعد أتاري 1200 (موديل بـ 16 KB RAM) أو "أتاري 1200X "(الموديل بـ 64 KB RAM)  وقبل وقت قصير من إصداره تم تغييره إلى أتاري “Atari 1200XL ”. كما هو الحال مع سلسلة 400 و 800 ، يجب أن تستند تسميات الأجهزة الطرفية المصممة حديثًا إلى رمز منتج الكمبيوتر "1200". نتيجة لمشاكل الاتصال الداخلي بالشركة ، ظهرت أسماء النماذج الجديدة - على سبيل المثال اسم مسجل البرنامج "أتاري" 1010 "- ولكن لا يزال بالإسم المقصود أصلاً" أتاري " 1000 ".
تم تصنيع السلسلة الأولى من الأجهزة في مصانع أتاري في سانيفيل ، كاليفورنيا. في البداية ، ذهب حوالي أربعين في المائة من إجمالي تكاليف الإنتاج لشراء الذاكرة الرئيسية وحدها. في أبريل 1983 ، نقل أتاري موقع الإنتاج إلى دولة تايوان ذات الأجور المنخفضة لتقليل تكاليف التشغيل ، خاصة للموظفين.

### التسويق
تم تقديم أول عرض علني لأتاري 1200 إكس إل خلال مؤتمر صحفي رسمي في 13 ديسمبر 1982  في فندق بلازا في نيويورك. تم تقديم 1200XL كخلف ليتم تسويقه جنبًا إلى جنب مع أتاري 800.

#### إصداره في الأسواق
كان Ataris 1200XL متاحًا اعتبارًا من مارس 1983 في الولايات المتحدة الأمريكية وهناك بشكل رئيسي في محلات البيع بالتجزئة الكبيرة مثل Sears و JC Penney و Kmart ؛ كان سعر التجزئة الموصى به ، والذي تم الإعلان عنه بالفعل في معرض الإلكترونيات الاستهلاكية الشتوي ، بسعر 899 دولارًا أمريكيًا. ورافق هذا الإصدار حملات إعلامية مطبوعة على مستوى البلاد وحملات إعلانية تلفزيونية. في ذلك ، شدد أتاري على "قابلية البرمجة البسيطة لخيارات الرسومات والصوت المتطورة" كنقطة بيع فريدة في جميع أنحاء الصناعة ("فقط الكمبيوتر المنزلي الجديد أتاري 1200Xl يجعل من السهل برمجة الرسومات والصوت"). بالإضافة إلى ذلك ، تم التأكيد على قابلية استخدام مكتبة البرامج لسلسلة طرازات 400/800 ، والتي تحتوي بالفعل على أكثر من 2000 عنوان.
استخدم أتاري استراتيجيات إعلانية مثبتة للوصول إلى المجموعة المستهدفة من مبتدئي الكمبيوتر الكبار وعشاق ألعاب الفيديو. وشمل ذلك خطًا ساخنًا مجانيًا للخدمة يعد العملاء المحتملين بتوضيح سريع للمشكلات وبالتالي تقليل الحجوزات. ومن الإجراءات الشائعة الأخرى ، النجاح في السوق المستهدف لمنتجات Ataris في المؤسسات التعليمية العامة والخاصة وكذلك في المعسكرات الصيفية للكمبيوتر ("المعسكرات الصيفية للكمبيوتر"). مع هذا التعود المبكر للمراهقين على أجهزة أتاري ، كان من المأمول أن يستخدم التلاميذ والطلاب جهاز كمبيوتر أتاري كجزء من عمليات الشراء الشخصية اللاحقة.
ترافق بيع 1200XL مع أجهزة طرفية جديدة مصممة لمطابقتها ، مثل مسجل برنامج Atari 1010 ، والرسام Atari 1020 رباعي الألوان ومكبعة رقمية Atari 1025 . قامت الأجهزة الأخرى مثل مودم أتاري 1030 ومطبعة أتاري 1027 ذات رأس كروية ومحرك الأقراص المرنة أتاري 1050 وأكتملت مجموعة منتجات سلسلة XL خلال بضعة أشهر.

#### مشاكل التوافق وصعوبات البيع وتوقف الإنتاج
كما اتضح بسرعة ، كان Atari 1200XL متوافقًا جزئيًا فقط مع الأجهزة من السلسلة القديمة. قد لا تعمل البرامج التي لا تتبع توصيات Atari البرمجية على الكمبيوتر الجديد. كان هذا بشكل أساسي بسبب تغيير نظام التشغيل: تم نقل العديد من البرامج الفرعية إلى مناطق ذاكرة أخرى واستدعائها في القديم ، ولكن الآن عنوان الذاكرة غير صالح أدى حتماً إلى تعطل البرنامج. على الرغم من أن Atari قد اتخذت احتياطات البرمجة للحفاظ على التوافق مع مثل هذه التغييرات في نظام التشغيل ، إلا أن العديد من الشركات المصنعة المستقلة التابعة لجهات خارجية لم تستخدم هذه الخيارات بسبب الجهل أو لأسباب حماية النسخ . كانت هناك أيضًا مشكلات في فتحة الوحدة النمطية ذات الأبعاد الصغيرة جدًا ، مما جعل من المستحيل توصيل بعض وحدات المكونات الإضافية لجهات خارجية بأبعاد مبيت مصممة بشكل أكثر سخاء. نتيجة لقابلية الاستخدام المحدودة لبعض عناوين البرامج ، تجنب معظم المشترين المحتملين الجهاز الجديد. بدلاً من ذلك ، تحولوا إلى طرازات Atari 400 و 800 ، والتي لم تسبب أي مشاكل في التوافق وكانت أيضًا أرخص للشراء. نظرًا للانخفاض الحاد الناتج في المبيعات وبالنظر إلى الموديلات التالية الواعدة Atari 600XL و 800XL قيد التطوير بالفعل ، توقف إنتاج Atari 1200XL أخيرًا في يونيو 1983.

### النسخ المقلدة الحديثة
تتيح البنية الواضحة للنظام والتوثيق الشامل من الشركة المصنعة إمكانية النسخ المتماثلة المصغرة للإلكترونيات الخاصة بـ Atari 1200XL والنماذج المتوافقة مع الوسائل التقنية الحالية بجهد يمكن التحكم فيه في نفس الوقت. حدث هذا الإدراك الحديث لأول مرة في عام 2014 - كما هو الحال مع أنظمة الكمبيوتر المنزلية الأخرى - كتطبيق على دائرة منطقية قابلة للبرمجة ( FPGA ) مع نظام تضمين . تم تصميم المحاكاة باستخدام تقنية FPGA في البداية فقط كدراسة جدوى تقنية ، ولكنها أثبتت لاحقًا استخدامها العملي: نظرًا للتصغير وإمكانية تشغيل البطارية ، فهي بديل سهل التخزين ، يعمل بشكل موثوق به وقابل للنقل للتقنية الأصلية التي تستحق الحماية.

## معلومات تقنية
يوجد داخل علبة Atari 1200XL لوحة دائرة كهربائية واحدة تحتوي على جميع المكونات الإلكترونية للكمبيوتر والعديد من المكونات الميكانيكية مثل المقابس والموصلات.

### المعالج الرئيسي
يعتمد الكمبيوتر على تعديل المعالج الدقيق MOS 6502 8 بت المسمى "Sally"  أو "6502C"  بواسطة Atari. يمكن لوحدة المعالجة المركزية الوصول إلى مساحة عنوان تبلغ 65536 بايت . سعة النظام 1.79 ميغا هيرتز. ساعدت التغييرات التي تم إجراؤها على التصميم الأصلي 6502 لـ Atari في تقليل عدد المكونات الإلكترونية في الكمبيوتر.

### وحدات خاصة لتوليد الرسومات والصوت
تعد المكونات الثلاثة الخاصة للتحكم في واجهة التليفزيون الأبجدية الرقمية (ANTIC) ومحول واجهة الشاشة الرسومية (GTIA) والدائرة المتكاملة لمقياس الجهد ولوحة المفاتيح (POKEY) التي طورتها أتاري جزءًا أساسيًا من بنية الكمبيوتر . تم تصميمها وظيفيًا بحيث يمكن استخدامها بمرونة في إطار استخدامها وفي نفس الوقت تخفف من وحدة المعالجة المركزية.

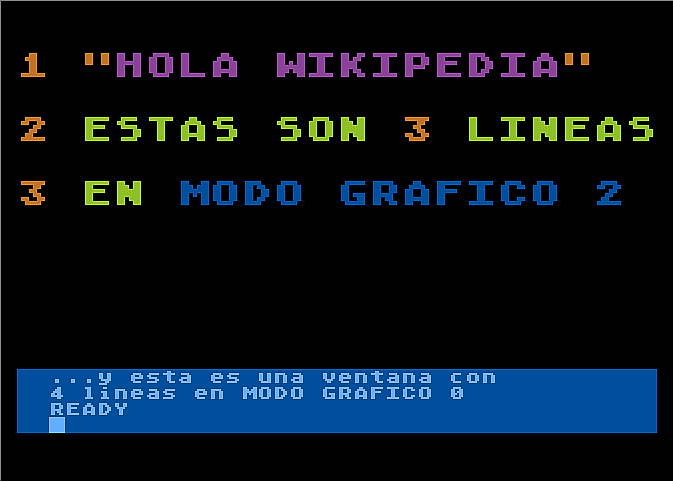
مزيج من وضعين مختلفين للرسومات (نص علوي ونص عادي) بمساعدة مقاطعة خط نقطي.

تولد وحدتا الرسومات ANTIC و CTIA / GTIA الصورة المعروضة على التلفزيون أو الشاشة. للقيام بذلك ، يجب على نظام التشغيل أو المستخدم أولاً تخزين البيانات المقابلة في شكل "قائمة العرض" في الذاكرة الرئيسية. من بين أشياء أخرى ، تسمح CTIA / GTIA بدمج ثمانية كائنات رسومية مستقلة ذات لون واحد كحد أقصى ، وهي النقوش المتحركة. يتم نسخ هذه الكائنات ، المعروفة أيضًا باسم "اللاعبون" و "الصواريخ" بلغة أتاري ، في صورة الخلفية التي تم إنشاؤها بواسطة ANTIC وفقًا لقواعد تداخل يمكن تحديدها بواسطة المستخدم وتخضع لفحص التصادم. يتم تحديد ما إذا كانت النقوش المتحركة تلمس بعضها البعض أو أجزاء معينة من صورة الخلفية . تم تطوير هذه المهارات - كما تشير الأسماء "Playfield" و "Player" و "Missiles" - لتبسيط إنشاء الألعاب باستخدام كائنات رسومية تفاعلية ولعب خطي سريع . توفر قدرات الوحدتين الخاصتين ANTIC و CTIA / GTIA معًا خيارات العرض لأجهزة الكمبيوتر Atari مرونة لا مثيل لها من قبل أجهزة الكمبيوتر المنزلية الأخرى في ذلك الوقت. كما تم دمج المزيد من المكونات الإلكترونية في الوحدة الخاصة الثالثة POKEY. تتعلق هذه بشكل أساسي بتوليد الصوت لكل قناة من قنوات الصوت الأربع ، واستعلام لوحة المفاتيح وتشغيل الواجهة التسلسلية Serial Input Output (SIO) للاتصال بين الكمبيوتر والأجهزة الطرفية المقابلة.

نظرًا للتصميم المتكامل للتشكيل ( LSI ) ، تجمع الوحدات الخاصة بين العديد من المكونات الإلكترونية وبالتالي تقلل عدد المكونات المطلوبة في الكمبيوتر ، مما يؤدي بدوره إلى توفير كبير في التكلفة والمساحة. أخيرًا وليس آخرًا ، نظرًا لعدم نشر خطط البناء الخاصة بهم مطلقًا ، لم يكن من الممكن نسخها اقتصاديًا باستخدام تقنية ذلك الوقت ، مما يعني أن النسخ غير القانوني لأجهزة الكمبيوتر لـ Atari 1200XL ، وهو أمر شائع جدًا في صناعة الكمبيوتر المنزلية ، ويمكن تستبعد.
| مستوى الرسومات | نوع العرض          | الدقة (بكسل) | الألوان | متطلبات الذاكرة (بايت) |
| -------------- | ------------------ | ------------ | ------- | ---------------------- |
| 0              | نص عادي            | 40 × 24      | 2       | 992                    |
| 1              | نص كبير            | 20 × 24      | 5       | 672                    |
| 2              | نص كبير            | 20 × 12      | 5       | 420                    |
| 3              | رسم نقطي           | 40 × 24      | 4       | 432                    |
| 4              | رسم نقطي           | 80 × 48      | 2       | 696                    |
| 5              | رسم نقطي           | 80 × 48      | 4       | 1176                   |
| 6              | رسم نقطي           | 160 × 96     | 2       | 2184                   |
| 7              | رسم نقطي           | 160 × 96     | 4       | 8138                   |
| الثامن         | رسم نقطي           | 320 × 192    | 2       | 8138                   |
| 9              | أوضاع GTIA         | 80 × 192     | 16      | 8138                   |
| 10             | أوضاع GTIA         | 80 × 192     | 9       | 8138                   |
| 11             | أوضاع GTIA         | 80 × 192     | 16      | 8138                   |
| 12             | نص (مجموعة الأحرف) | 40 × 24      | 5       | 1152                   |
| 13             | نص (مجموعة الأحرف) | 40 × 12      | 5       | 660                    |
| 14             | رسم نقطي           | 160 × 192    | 2       | 4296                   |
| 15             | رسم نقطي           | 160 × 192    | 4       | 8138                   |

### تخصيص الذاكرة وتقسيم الذاكرة
يتم تقسيم مساحة العنوانAdressraum التي يمكن معالجتها بواسطة وحدة المعالجة المركزية و ANTIC إلى أقسام مختلفة بأحجام مختلفة في Atari 1200XL. لأسباب عملية ، من الشائع استخدام التدوين الست عشري بدلاً من التدوين العشري لعناوينهم. وعادة ما يسبقه رمز $ لتسهيل التمييز. تتوافق العناوين من 0 إلى 65535 بالتدوين العشري مع العناوين $ 0000 إلى $ FFFF في النظام الست عشري.
النطاق $ 0000 إلى $ BFFF مخصص أساسًا للذاكرة. ومع ذلك ، بعد إدخال خرطوشة ، الثامن يتم إيقاف تشغيل مساحة KB كبيرة تتراوح من 8000 دولار أمريكي إلى 9 دولارات أمريكية FFF في منتصف شريحة الذاكرة الرئيسية ويتم عرض محتوى شرائح ROM في الوحدة النمطية الإضافية هناك. هذا يعني أنه عند استخدام برامج قائمة على الوحدات النمطية مثل تلك الموجودة في لغة البرمجة Atari-BASIC ، يوجد حوالي 8 تتوفر ذاكرة أقل كيلو بايت. نظام التشغيل يتبع من $ C000. تقع عناوين الكتل الخاصة ANTIC و GTIA و POKEY ومكونات الأجهزة الأخرى داخل مقطع يسمى كتلة الإدخال / الإخراج تتراوح من $ D000 إلى $ D7FF. يتم تخزين المكونات المتبقية من نظام التشغيل من $ D800 إلى الحد الأعلى للذاكرة $ FFFF. المساحة من $ C000- $ CFFF و $ D800- $ FFFF مشغولة بذاكرة العمل بسبب إلغاء التنشيط الاختياري لذاكرة القراءة فقط. هذا يمنح المستخدم 62 كحد أقصى KB RAM متوفرة للبرامج الخاصة.
بعد تشغيل الكمبيوتر ، تقوم وحدة المعالجة المركزية بقراءة محتويات مكونات الذاكرة ROM باستخدام نظام التشغيل ، ويظهر شعار Atari على الشاشة ويتم تهيئة Atari 1200XL والأجهزة الطرفية المتصلة.

### واجهات الإدخال والإخراج
يعمل مآخذان للتحكم على الجانب الأيسر من العلبة كتوصيلات بالعالم الخارجي ، ووصلة هوائي HF متحد المحور للتلفزيون ، وفتحة للاستخدام الحصري لوحدات توصيل الذاكرة ROM ومقبس منفذ الإدخال ( Serial Input) والإخراج ، للاختصار SIO . يستخدم هذا الأخير لتشغيل الأجهزة الطرفية "الذكية" المجهزة بشكل مناسب ، باستخدام بروتوكول نقل ونظام موصل تم تطويره خصيصًا بواسطة أتاري لهذا الغرض. يمكن بالتالي أن تكون الطابعات ومحركات الأقراص المرنة والأجهزة الأخرى ذات مآخذ SIO الملتفة من خلال " سلسلة ديزي " بنوع واحد فقط من الكبلات. يتم توفير واجهة RS-232C التسلسلية القياسية أو واجهة Centronics المتوازية المستخدمة في العديد من أنظمة الكمبيوتر والأجهزة الطرفية الأخرى من خلال وحدة واجهة Atari 850 المصممة للعمل مع SIO.
| </img>                                                                                        | </img> |  | </img> |  |
| </img>                                                                                        |        |  |        |  |
| مدخلات ومخرجات Atari 1200XL على الجانب الأيسر وفي الخلف ، عصا التحكم العلوية اليمنى وموصل SIO |        |  |        |  |

## ملحقات
من حيث المبدأ ، يمكن تشغيل Atari 1200XL مع جميع الأجهزة الطرفية التي نشرتها Atari في وقت سابق ولاحقًا لسلسلة 400 و 800 و XL بالإضافة إلى XE ، والتي لا تتطلب ناقل التوسيع الذي تم نوصيله بأجهزة كمبيوتر XL و XE للاتصال. في ما يلي ، سيتم مناقشة Atari 1200XL المتوفر في تصميم XL وحتى نهاية الإنتاج في عام 1983 لفترة وجيزة فقط.

### مخزن الذاكرة

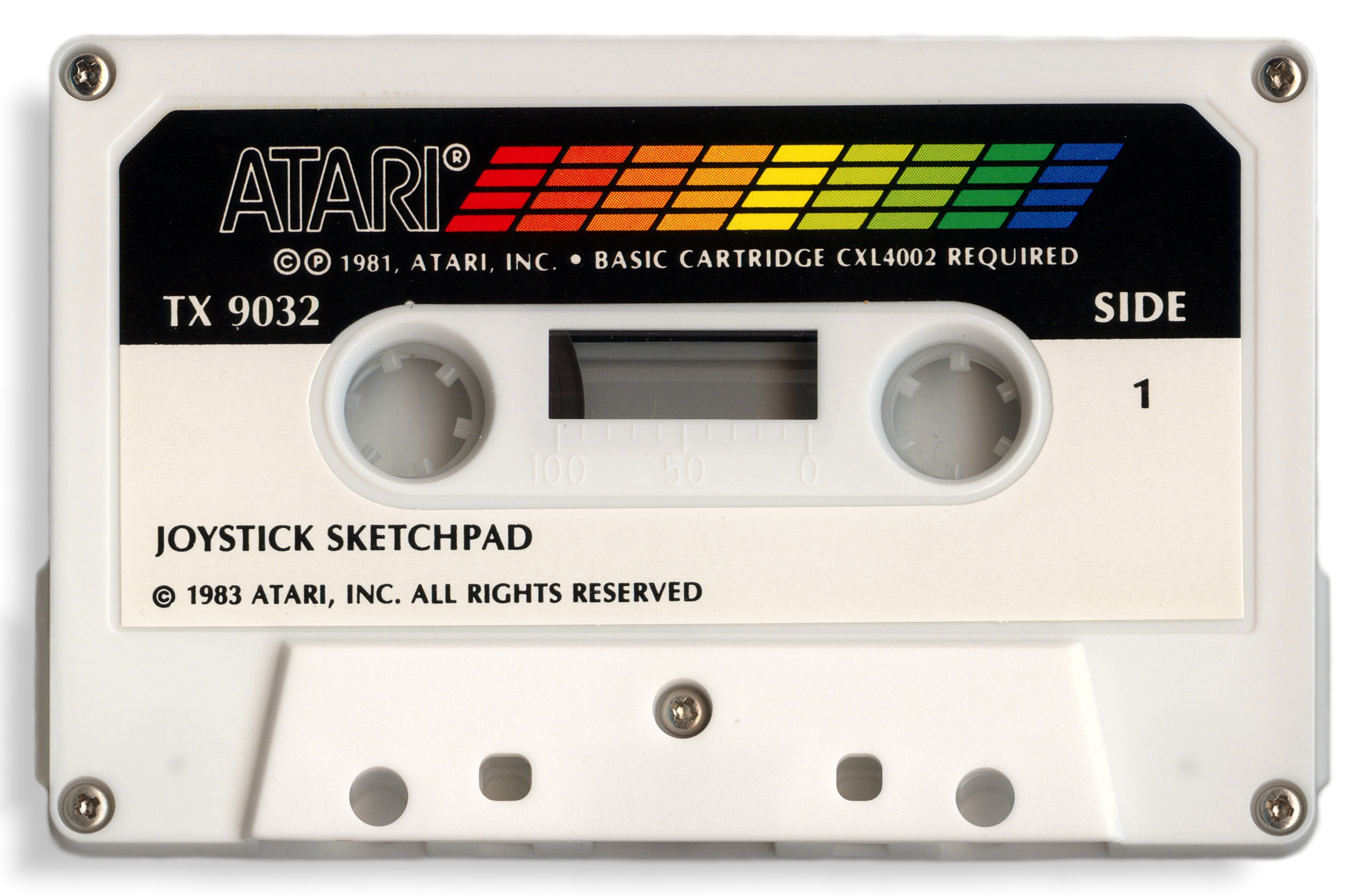
كاسيت مضغوط
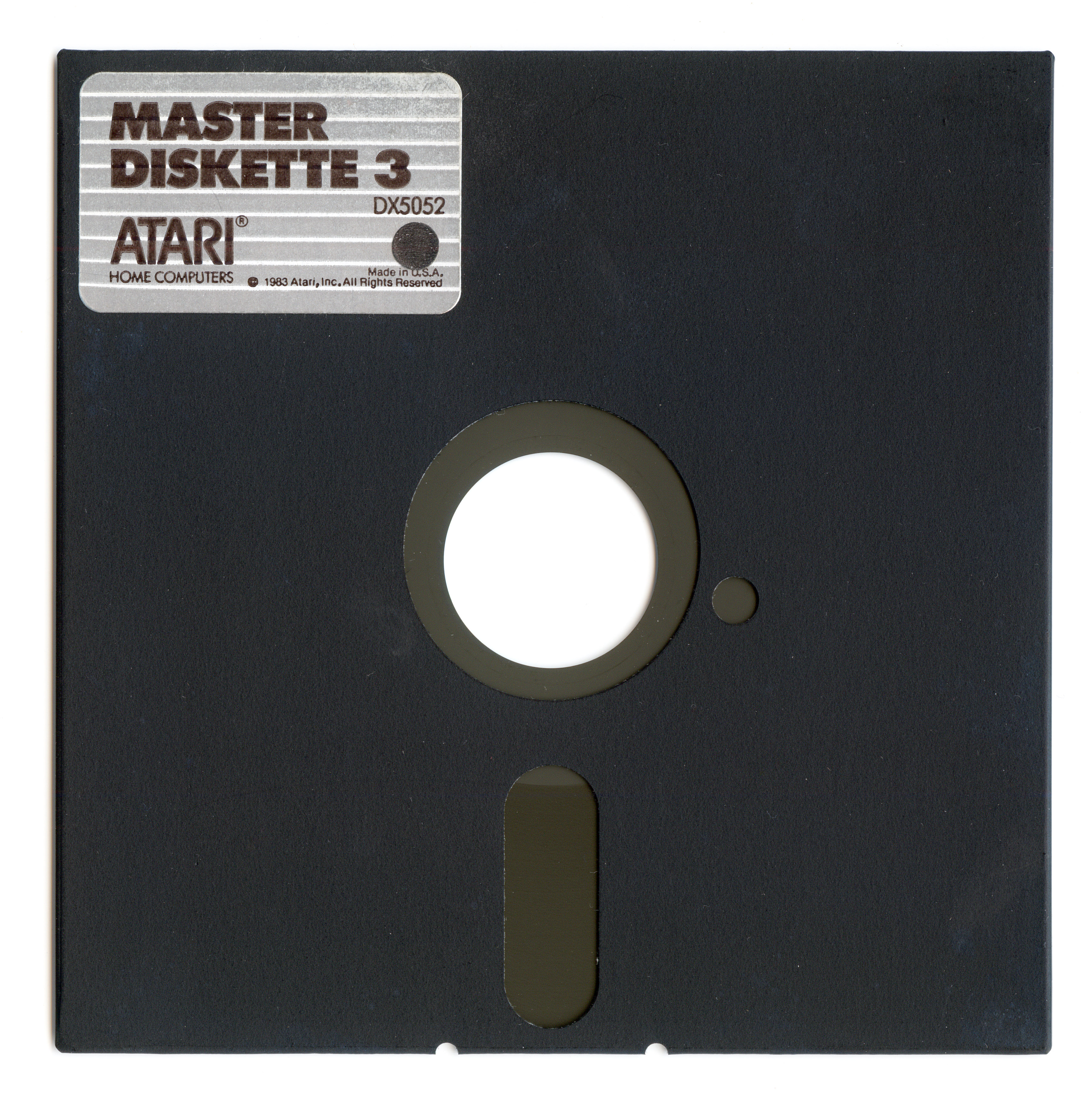
5¼ ″ قرص

فيما يتعلق بأجهزة الكمبيوتر المنزلية بشكل أساسي في الثمانينيات ، تم استخدام مسجلات الكاسيت ومحركات الأقراص المرنة بشكل أساسي للنسخ الاحتياطي للبيانات ، بينما تم استخدام محركات الأقراص الثابتة والقابلة للإزالة بشكل متزايد في أجهزة الكمبيوتر الشخصية في البيئة المهنية. أرخص أنواع تسجيل البيانات باستخدام الكاسيتات المضغوطة بشكل عام لها عيوب انخفاض معدلات نقل البيانات وبالتالي أوقات التحميل الطويلة ، في حين أن محركات الأقراص المرنة والأقراص المرنة الأسرع والأكثر موثوقية كانت أغلى بكثير عند شرائها. عندما تم إصدار Atari 1200XL ، كانت مسجلات البرامج وكذلك أنظمة الأقراص المرنة مثل Atari 810 متاحة كتخزين كبير السعة. لم يعد من الممكن استخدام أنظمة القرص الصلب من مورد Corvus والتي لا تزال مناسبة للتشغيل مع Atari 800 بسبب بعض الاتصالات التي لم تعد متوفرة على 1200XL.

#### أنظمة الكاسيت
على عكس أجهزة الكمبيوتر المنزلية المعاصرة الأخرى مثل TRS-80 أو Sinclair ZX81 ، لا يمكن استخدام Atari 1200XL مع مسجلات الكاسيت القياسية لتخزين البيانات. بدلاً من ذلك ، يحتاج إلى جهاز يتوافق مع واجهته التسلسلية - مسجل برنامج Atari 1010. متوسط معدل نقل البيانات هو 600 بت . ابحث عن 50 في شريط 30 دقيقة كيلو بايت من مساحة البيانات. بالإضافة إلى ذلك ، يحتوي Atari 1010 أيضًا على ميزة خاصة لرأس صوت استريو ، مما يجعل من الممكن تشغيل الموسيقى أو التعليمات المنطوقة للاستخدام بالتوازي مع عملية القراءة. لتوفير التكاليف والمساحة ، لا يوجد مكبر صوت مدمج في الجهاز ، ويتم إخراج الإشارات الصوتية عبر كابل SIO عبر POKEY بالتلفزيون.

#### أنظمة الأقراص المرنة

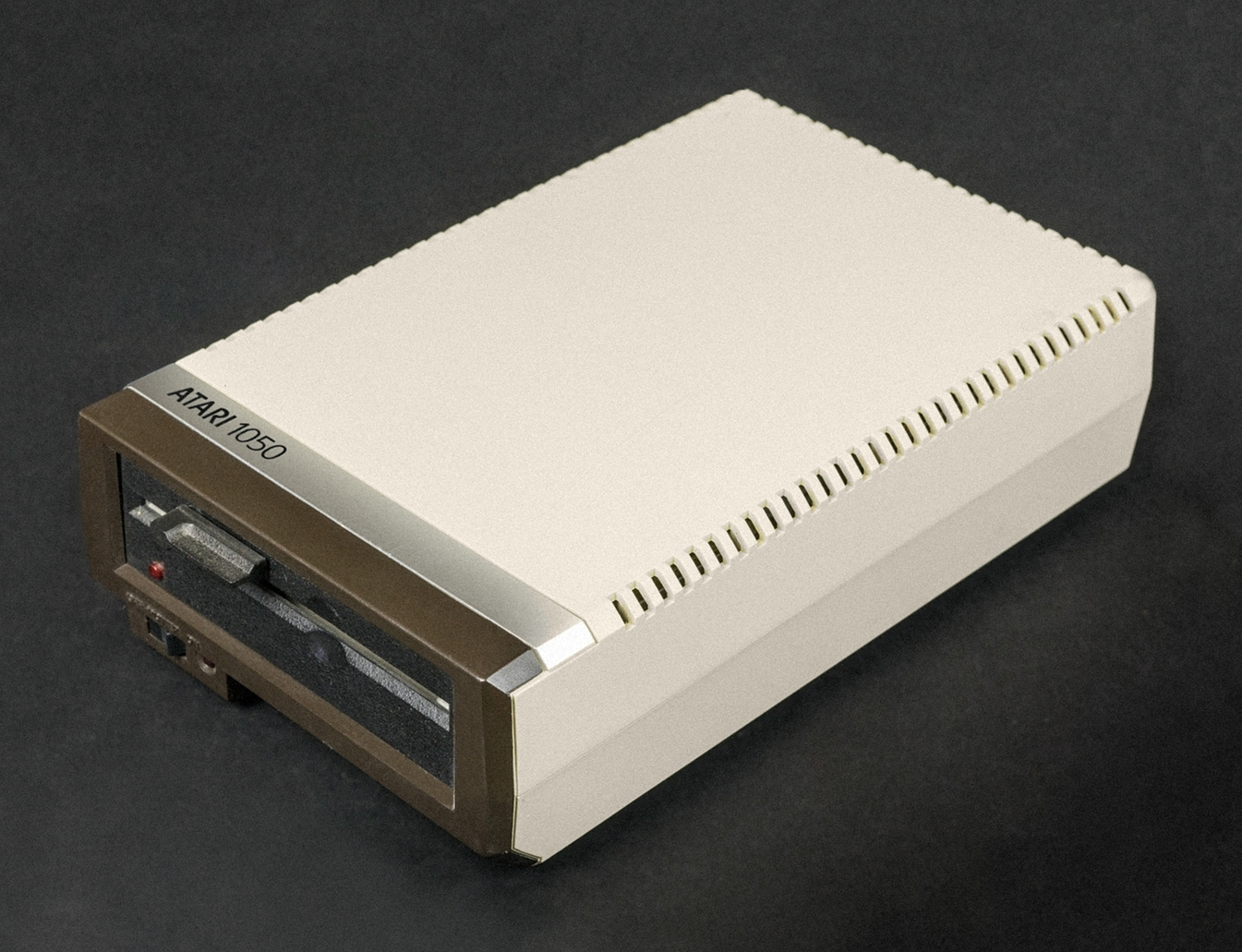
محرك الأقراص المرنة Atari 1050

بعد بضعة أشهر من تقديم مسجل برنامج Atari 1010 ، كان محرك الأقراص المرنة مصممًا لواجهة Atari SIO متاحًا أيضًا ، وهو محطة Atari 1050 المرنة. باستخدام محرك الأقراص المرنة Atari 1050 ، يمكن كتابة الأقراص المرنة 5¼ ″ على جانب واحد و 127 يتم حفظ كيلو بايت من البيانات. خلال فترة الإنتاج بأكملها ، أجرت الشركة المصنعة عدة تغييرات على الجهاز ، على سبيل المثال في ميكانيكا القيادة.
تم توفير مجموعة متنوعة من محركات الأقراص المرنة المتوافقة التابعة لجهات خارجية مع إصدار 1200XL. وتشمل هذه الأجهزة القوية المختلفة من Percom ، محركات الأقراص المزودة بشاشة عرض بيانات إضافية من Rana وأيضًا محركات مزدوجة من Astra.

### أجهزة الخرج
يمكن لـ Atari 1200XL عرض الصورة على شاشة أو عبر مغير HF المدمج على إدخال الهوائي للون القياسي أو جهاز التلفزيون بالأبيض والأسود.

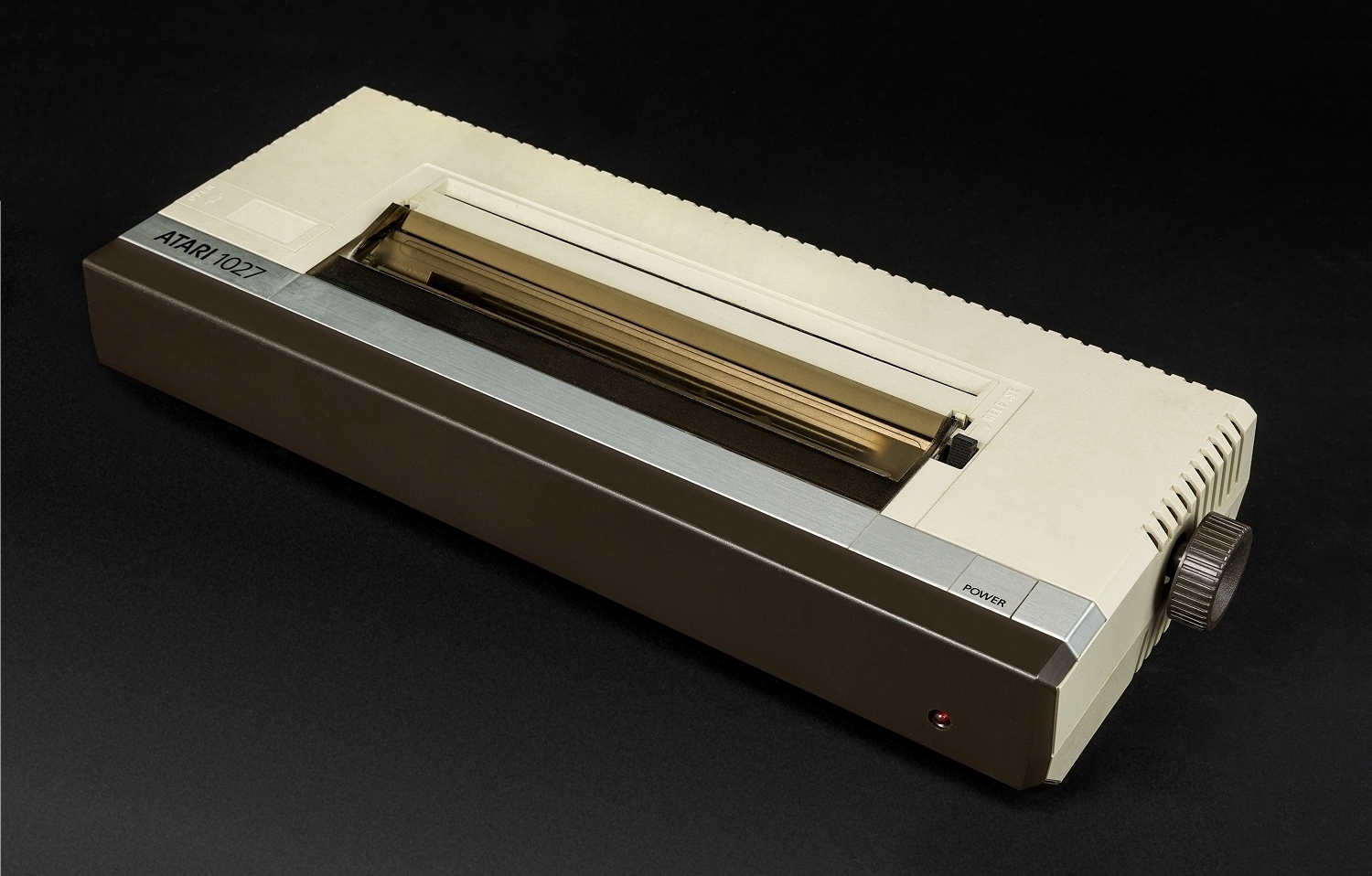
طابعة أتاري 1027

تُستخدم الراسمة Atari 1020 ذات الأربعة ألوان والطابعة النقطية Atari 1025 ونموذج الخط Atari 1027 برأس كروي لإصلاح النصوص والرسومات على الورق . لا يمكن تشغيل طابعات الجهات الخارجية إلا بمساعدة أجهزة إضافية ، نظرًا لأن Atari 1200XL لا يحتوي على واجهات قياسية مقابلة. يمكن معالجة ذلك عن طريق توصيل وحدة واجهة Atari 850 ، والتي يمكن من خلالها تشغيل طابعات RS-232 و Centronics من Epson و Mannesmann وغيرها.
بالإضافة إلى ذلك ، هناك ثروة من الوظائف الإضافية للمخرجات من الشركات المصنعة الخارجية: بدءًا من The Voicebox من The Alien Group المخصص للإخراج الصوتي ، من خلال النظارات ثلاثية الأبعاد ذاتية الصنع لعرض المحتوى المجسم على التلفزيون إلى ذراع القابض الآلي القابل للبرمجة يتم تقديم مناطق فرعية مثيرة للاهتمام.

### أجهزة إدخال
تحتوي لوحة المفاتيح على إجمالي 54 مفتاحًا فرديًا وشريط مسافة ومفتاح إعادة تعيين وعشرة مفاتيح خاصة.
جميع أجهزة الإدخال الأخرى متصلة بواحد أو أكثر من مآخذ التحكم على الجانب الأيسر من الكمبيوتر. وتشمل هذه عصا التحكم من مختلف الشركات المصنعة ، والمجداف ، ولوحات المفاتيح الصغيرة الخاصة ،  وحدة التحكم في كرة التتبع من منتجات TG وأقراص الرسومات من شركة Kurta Corporation وشركة Koala Technologies Corp.

## البرمجيات
كما هو الحال مع أجهزة الكمبيوتر المنزلية الأخرى في الثمانينيات ، تم توزيع البرامج التجارية على ناقلات البيانات المختلفة. ومع ذلك ، فإن الكاسيتات المدمجة غير المكلفة ، والتي تحظى بشعبية خاصة لدى مصنعي الألعاب ، كانت معرضة للأخطاء بسبب الضغط الميكانيكي القوي على الشريط المغناطيسي وكان استخدامها غالبًا مرتبطًا بأوقات تحميل طويلة. بالإضافة إلى ذلك ، فإن بعض أوضاع التشغيل مثل العنونة النسبية ، والتي تعتبر مفيدة لقواعد بيانات التشغيل ، غير ممكنة مع مجموعات البيانات. من ناحية أخرى ، في حالة وحدات المكونات الإضافية ، والتي غالبًا ما تكون أكثر تكلفة في الإنتاج ، كانت البرامج التي تحتوي عليها متوفرة فور تشغيل الكمبيوتر ، والتي كانت ميزة كبيرة ، خاصة مع برامج النظام وكثرة استخدامها التطبيقات. تم تحقيق أفضل حل وسط بين وقت التحميل وأنماط التشغيل الممكنة والموثوقية وسعة التخزين من خلال الأقراص المرنة ، والتي تم دعمها للاستخدام بواسطة Atari ومحركات الأقراص المرنة التابعة لجهات خارجية عند إصدار Atari 1200XL.
بالإضافة إلى اختيار البرامج التجارية التي وزعتها Atari و Atari Program Exchange (APX) ، تضمنت مجموعة البرامج الخاصة بجهاز الكمبيوتر Atari 1200XL أيضًا برامج ( قوائم ) للطباعة تم تطويرها بواسطة جهات تصنيع خارجية ونشرها في المجلات والكتب. تم تقديم البرامج التجارية على الخراطيش والأقراص المرنة والأشرطة.
كانت النسخ غير القانونية ("النسخ المقرصنة") تمثل دائمًا جزءًا كبيرًا من البرامج المتداولة ، وبالتالي غالبًا ما تعرض مطوري البرامج الصغار لصعوبات اقتصادية وجودية. نتيجة لذلك ، تم استخدام أنظمة حماية النسخ بشكل متزايد ، لا سيما في الألعاب باعتبارها البرامج الأكثر مبيعًا.

### نظام التشغيل
يعد تكوين وتهيئة جهاز Atari 1200XL بعد التبديل أو بعد إعادة التعيين مهمة نظام التشغيل الموجود في ذاكرة القراءة فقط. البرامج الفرعية لهذا 16 KB يتحكم نظام التشغيل الشامل (OS) في عمليات النظام المختلفة ، والتي يمكن أن يبدأها المستخدم أيضًا. يتضمن ذلك تنفيذ عمليات الإدخال والإخراج مثل استعلامات لوحة المفاتيح وعصا التحكم وحسابات الفاصلة العائمة ومعالجة برامج النظام بعد الانقطاعات ( المقاطعات ) وتوفير برنامج فرعي لإنشاء أوضاع عرض الرسومات المختلفة. كإبتكار مقارنة بأجهزة الكمبيوتر 400/800 ، يحتوي نظام التشغيل على برنامج تشخيص للاختبار الذاتي للكمبيوتر. يمكن استخدام هذا لاختبار وظائف الذاكرة الرئيسية أو توليد الصوت ، على سبيل المثال. هناك إصداران مختلفان من نظام التشغيل لـ Atari 1200XL ، وهما "Revision أ "و" مراجعة ب".
يتم تلخيص عناوين البداية للبرامج الفرعية الفردية في نقطة مركزية في شكل جدول انتقال . يوجد هذا دائمًا في نفس منطقة الذاكرة على جميع أجهزة كمبيوتر Atari ، والذي يهدف إلى ضمان التوافق مع مراجعات نظام التشغيل السابقة واللاحقة. ومع ذلك ، لا تستخدم بعض البرامج هذا الجدول إما لأن المبرمجين لديهم لا يعرفون ذلك أو لأسباب تتعلق بحماية النسخ ، ولكنهم يتصلون بالروتينات الفرعية ذات الصلة لنظام التشغيل مباشرة بدلاً من ذلك. نظرًا لأن العديد من هذه البرامج الفرعية في Atari 1200XL تشغل الآن مناطق ذاكرة مختلفة عن النماذج السابقة ، فإن استدعائها على عنوان الذاكرة القديم ولكن غير صالح يؤدي حتماً إلى تعطل البرنامج. لهذا السبب ، لن تعمل بعض برامج الجهات الخارجية بشكل صحيح على Atari 1200XL. أطلق أتاري بعد ذلك برنامج Translator Disk ، وهو برنامج مجاني للمستخدم يعمل على إصلاح مشاكل عدم توافق الكمبيوتر على الأقل حتى البداية الدافئة التالية.

### لغات البرمجة وبرامج التطبيق

#### لغة التجميع
في أوائل الثمانينيات ، تطلب إنشاء ألعاب الحركة الحاسمة للوقت الاستخدام الأمثل للأجهزة ، ولا سيما الذاكرة الرئيسية. في قطاع الكمبيوتر المنزلي ، كان هذا ممكنًا فقط من خلال استخدام لغة التجميع مع برامج الترجمة المناسبة ، المجمعات . في كثير من الحالات ، تم تسليم المجمعات مع محرر مرتبط لإدخال تعليمات البرنامج ("شفرة المصدر") ، غالبًا كحزمة برنامج بها مصحح أخطاء ومفكك لتحليل الأخطاء.
عندما تم إصدار Atari 1200XL ، توفرت مجمعات مختلفة: Atari Assembler و Synassembler ( Synapse Software ) و Atari Macro Assembler (Atari) و Macro Assembler Editor (Eastern Software House) و Edit 6502 (LJK) الشركات) و MAC / 65 القوي ( برامج الأنظمة المحسّنة ).
في كثير من الحالات ، يفضل القادمون الجدد في البرمجة لغات البرمجة عالية المستوى الواضحة وسهلة الاستخدام ، ولكنها تكون أقل قوة.

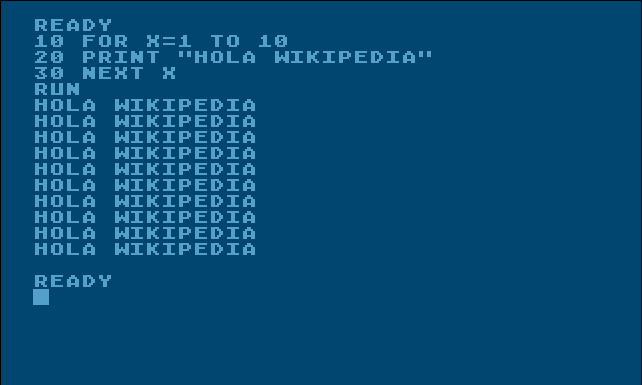
شاشة الإدخال Atari BASIC

تم دعم برنامج BASIC الذي نشرته أتاري من قبل منتجين اثنين آخرين: Microsoft BASIC ، الذي كان شبه قياسي في ذلك الوقت ، ومنتج يسمى BASIC ، والذي كان متوافقًا مع Atari BASIC. A + بواسطة برنامج النظام الأمثل. كان أساسي بشكل خاص يحتوي A + على خيارات تحرير موسعة وتبسيط في بنية الأوامر ويكمل العديد من الميزات التي لم يتم تنفيذها في Atari و Microsoft BASIC. يتضمن ذلك - على سبيل المثال - الاستخدام المريح للنقش المتحرك ("رسومات Player Missiles") باستخدام كلمات الأوامر المتوفرة خصيصًا لهذا الغرض.
كان للقيود الأساسية المتعلقة بطبيعة المترجم الفوري ، مثل سرعة التنفيذ المنخفضة والكمية الكبيرة من الذاكرة العاملة المطلوبة ، تأثير ضار على قابلية استخدام برامج BASIC. تم تخفيف هذه العيوب من خلال برامج خاصة ، BASIC compilers . في هذه العملية ، يتم إنشاء برامج الآلة القابلة للتنفيذ والتي يمكن تشغيلها بدون مترجم BASIC وبالتالي تسمح في كثير من الأحيان بتنفيذ أسرع. لحامل Atari BASIC مع ABC يتوفر مترجم BASIC (Monarch Systems) و Datasoft BASIC Compiler ( Datasoft ) و BASM (Computer Alliance).
بالإضافة إلى لغة البرمجة BASIC بلهجاتها المختلفة ، كانت لغات المترجم الفوري Atari Logo و Atari PILOT متاحة عند طرح Atari 1200XL للبيع. بدعم من عناصر مثل رسومات السلحفاة ، يوفر Logo مقدمة تفاعلية صديقة للأطفال لأساسيات البرمجة. مع QS-Forth (Quality Software) و Extended fig-Forth (APX)  و Data-Soft Lisp ( Datasoft ) تمت إضافة المزيد من لغات البرمجة إلى مجموعة برامج Atari 1200XL.

#### تطبيق البرمجيات
تتضمن مجموعة البرامج الخاصة بجهاز الكمبيوتر Atari 8-bit لغات برمجة لإنشاء تطبيقاتك الخاصة مقارنةً بالمنافس المعاصر Apple أنا مجرد مجموعة صغيرة من برامج التطبيقات التجارية الجاهزة. تشمل برامج التطبيقات الأكثر شهرة VisiCalc (Visicorp ، جدول بيانات) ، المحاسب المنزلي The Home Accountant (Continental Software ، Accounting المحاسبة) ، Atari Writer (Atari ، معالجة النصوص) ، Bank Street Writer ( Broderbund ، معالجة النصوص) و Letter Perfect (LJK الشركات ، معالجة الكلمات).

## الألعاب

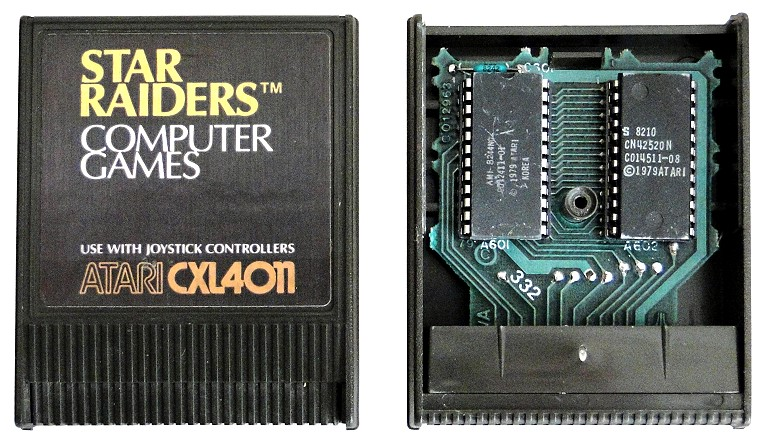
لعبة أتاري ستار ريدرز خرطوشة. تُظهر الصورة الموجودة على اليمين لوحة الدائرة المركبة بالداخل بوحدتي ROM تحتويان على البرنامج.

إلى حد بعيد الجزء الأكبر من كل من برامج Atari التجارية والمتاحة مجانًا هي الألعاب. تم الانضمام إلى ألعاب إطلاق النار المبكرة مثل Star Raiders التي تم إصدارها في عام 1980 أو تنفيذ لعبة اللوحة ثلاثية الأبعاد Tic-Tac-Toe بعد عام واحد فقط من خلال المزيد من ألعاب الحركة وألعاب المغامرات وتطبيقات الآركيد. استفاد كل من المصنّعين المحترفين ومبرمجي الهوايات من نشر الوثائق الفنية من قبل أتاري ، وتعليمات البرمجة في مجلات وكتب الكمبيوتر ، وأدوات التطوير القوية التي ظهرت في هذه الأثناء. ومع ذلك ، من بين العناوين المنشورة ، كان هناك أيضًا العديد من المنافذ السيئة لألعاب Apple II ، على سبيل المثال ، بدون "مظهر أتاري" الذي لا لبس فيه ، أي مزيج من الرسومات الملونة المتنوعة والمتنقلة بهدوء ، بالإضافة إلى موسيقى POKEY النموذجية والمؤثرات الصوتية.

من بين الألعاب التي تم إصدارها لأجهزة كمبيوتر Atari العديد من الألعاب التي كانت تعتبر كلاسيكيات ألعاب الفيديو في أوائل الثمانينيات: Star Raiders (1980) و Asteroids (1981) و Pac-Man (1982). على وجه الخصوص ، اعتبر العديد من مصممي الألعاب في ذلك الوقت أن لعبة Star Raiders ثلاثية الأبعاد تجربة تكوينية وسببًا لاختيار كمبيوتر Atari وليس كمبيوتر Apple. الثاني أو العميد البحري PET لاتخاذ القرار. الأعمال اللاحقة مثل Miner 2049er (Bill Hogue، Big Five Software، 1982)، Eastern Front (1941) ( Chris Crawford ، APX، 1982)، Capture the Flag (Paul gemstone، Sirius Software، 1983)، Archon (John Freemann، Electronic Arts ، 1983) و MULE ( Daniel Bunten ، Electronic Arts ، 1983) من بين العناوين البارزة في عصرهم ومكنت دور البرمجيات مثل Microprose و Electronic Arts من التطور بسرعة لتصبح عمالقة في الصناعة.
- المدة: {{{الوقت}}}
- إنشاء: [[مستخدم:{{{اسم_المستخدم}}}|{{{اسم_المستخدم}}}]]
- تاريخ التسجيل: {{{التاريخ}}}

- النسخة الموازية من المقالة: [{{{الوصلة_إلى_النسخة_المسجلة}}} اضغط هنا لتقرأ المقالة كما كانت وقت تسجيلها]

انظر:
- قائمة المقالات المسموعة
- مشروع المقالات المسموعة

## المجلات
في الثمانينيات ، بالإضافة إلى الكتب المتخصصة ، لعبت مجلات الكمبيوتر دورًا رئيسيًا للعديد من مالكي أجهزة الكمبيوتر المنزلية. تضمنت الإصدارات التي غالبًا ما يتم نشرها شهريًا تقارير اختبار حول المنتجات الجديدة وتعليمات البرمجة وبرامج الكتابة. استمروا في العمل كمنصة إعلانية ومعلومات وللاتصال بالأشخاص ذوي التفكير المماثل.
المجلات باللغة الإنجليزية "Antic، Analog Computing، Atari Connection" و "Atari Age" تعاملت بشكل خاص مع أجهزة الكمبيوتر المنزلية أتاري ؛ تم نشر التقارير والبرامج العرضية لأجهزة كمبيوتر أتاري تلقى من بين أمور أخرى تداولا عاليا  بايت ، احسب! 'و' الحوسبة الإبداعية.

## المحاكاة
بعد نهاية عصر الكمبيوتر المنزلي في أوائل التسعينيات ومع ظهور تقنية حوسبة قوية ومعقولة التكلفة في أواخر التسعينيات ، طور المتحمسون المتفانون بشكل متزايد برامج لـمحاكاة أجهزة الكمبيوتر المنزلية وملحقاتها. كان النظام الحديث الوحيد الذي يحتوي على صور بيانات ("صور"Image) لبرامج الكمبيوتر المنزلية المقابلة كافيًا لتشغيل الكلاسيكيات القديمة من أنظمة الكمبيوتر المنزلية المختلفة باستخدام المحاكيات. بدأ ظهور المحاكيات - من بين مزايا أخرى - زيادة نقل البرامج التي ربما ضاعت لولا ابتكار وسائط التخزين الحديثة ، مما يقدم مساهمة مهمة في الحفاظ على الأنشطة الرقمية.

## تقديرات
مع ذلك إذا كانت هناك متطلبات خاصة للمستخدم (الذاكرة ومكتبة البرامج والرسومات والصوت) في المقدمة ، فقد يكون الشراء منطقيًا لأتاري 1200 .
```
 * بيل ويلكينسون 
[
39
]
```